# Саксен-Лауэнбург
Герцогство Саксен-Лауэнбург (нем. Herzogtum Sachsen-Lauenburg), известное в XIV—XVII веках как Нижняя Саксония (нем. Niedersachsen), а позднее как герцогство Лауэнбург — имперское княжество, существовавшее в 1296—1803 и в 1814—1876 годах в крайней юго-восточной части Шлезвиг-Гольштейна.

## История
Герцогство образовалось в 1296 году в результате раздела владений Асканиев на герцогство Саксен-Лауэнбург и герцогство Саксен-Виттенберг. Столицей герцогства Саксен-Лауэнбург стал город Лауэнбург, а в 1619 году столица была перемещена в Ратцебург. Герцоги Саксен-Лауэнбурга и Саксен-Виттенберга соперничали за право считаться выборщиками императора от имени своего саксонского герцогства.
В 1314 году отсутствие письменного закона о выборах императора привело к тому, что было выбрано сразу два императора: 19 сентября представитель Кёльна, пфальцграф, герцог Саксен-Виттенбергский и Генрих Каринтийский (считавшийся королём Богемии) избрали Фридриха Красивого, а на следующий день выборщики от Майнца, Трира, герцог Саксен-Лауэнбургский и Иоганн Люксембургский (также называвший себя королём Богемии) проголосовали за Людвига Баварского. Чтобы избежать подобных казусов, в 1356 году был опубликован императорский указ, впоследствии известный как «Золотая булла», в котором был строго прописан порядок выборов императора Священной Римской империи и состав выборщиков. Согласно Золотой булле, право выбирать императора получала Виттенбергская ветвь Саксонского дома.
Начиная с XIV века герцогство Саксен-Лауэнбург именовало себя Нижняя Саксония, однако распространённым было и название Саксония для обозначения территорий, входивших в герцогство Саксония в границах 1180 года. Поэтому, когда в 1500 году в Священной Римской империи были образованы имперские округа, тот, в который вошло герцогство Саксен-Лауэнбург и окружающие территории, стал называться «Саксонский округ», а тот, в который вошло управляемое Веттинами курфюршество Саксония — «Верхнесаксонский округ». Однако термин «Нижняя Саксония» всё больше входил в обиход, и «Саксонский округ» был переименован в «Нижнесаксонский округ».
В 1689 году со смертью герцога Юлия Франца угасла мужская линия Саксен-Лауэнбургской ветви рода Асканиев, однако саксен-лауэнбургские законы допускали наследование и по женской линии. Поэтому две оставшиеся к тому времени в живых (из трёх) дочерей Юлия Франца — Анна Мария Франциска и Сибилла Августа — вступили в борьбу за наследство. Этим воспользовался герцог Георг Вильгельм из входящего в состав соседнего Брауншвейг-Люнебурга княжества Люнебург-Целле, который вторгся в Саксен-Лауэнбург со своими войсками, воспрепятствовав восшествию на трон законной наследницы Анны Марии Франциски.
Другие монархии признали права Анны Марии, поэтому конфликт начал разрастаться, втягивая в себя соседние герцогство Мекленбург-Шверин, герцогство Гольштейн, пять управлявшихся представителями рода Асканиев владений в Ангальте, курфюршество Саксонию (где с 1422 года также правили представители рода Асканиев), Швецию и маркграфство Бранденбург. В боевые действия были вовлечены Люнебург-Целле и Датский Гольштейн, которые 9 октября 1693 года согласились, что раз Целле де-факто контролирует почти всё герцогство Саксен-Лауэнбург, то оно к нему и перейдёт, а крепость в Ратцебурге, укреплённая за время владычества Целле и направленная против Гольштейна, будет срыта. Взамен Датский Гольштейн, который захватил Ратцебург и разрушил крепость, выведет свои войска.
Таким образом почти всё герцогство Саксен-Лауэнбург (кроме эксклава Хадельн) перешло к младшей ветви Вельфов — Ганноверской династии, в то время как законные наследницы — Анна Мария Франциска и Сибилла Августа, которые так и не отказались от своих притязаний, были изгнаны и доживали свой век в Плосковицах в Богемии.
Однако император Леопольд I отказал Целле в праве на обладание Саксен-Лауэнбургом, и сохранил Хадельн, бывший вне досягаемости для Целле, под своим покровительством. Лишь в 1728 году его сын Карл VI даровал Георгу II Саксен-Лауэнберг в лен, окончательно узаконив захват, совершённый в конце XVII века.

## Период Наполеоновских войн
В 1803—1805 годах герцогство было оккупировано французскими войсками, которые потом ушли воевать с Австрией. Осенью 1805 года в начале Войны третьей коалиции герцогство было занято английскими, шведскими и русскими войсками. В декабре Французская империя передала Саксен-Лауэнбург, которым всё равно уже не владела, Прусскому королевству.
В 1806 году, после того, как Наполеон распустил Священную Римскую империю, Пруссия присоединилась к Четвёртой коалиции и вступила в войну с Францией. Осенью 1806 года прусские войска были разбиты в ходе Йена-Ауэрштадтского сражения, Франция вновь оккупировала Саксен-Лауэнбург и включила его в состав своего сателлита — Вестфальского королевства. В 1810 году большая часть бывшей территории герцогства — за исключением Амт-Нойхауса, оставшегося в составе Вестфалии — была аннексирована Французской империей.

## В составе Германского союза и уния с Данией
После разгрома Франции Венский конгресс восстановил герцогство Саксен-Лауэнбург, которое стало членом Германского союза. На севере Европы был произведён обмен территориями: Ганновер получил бывшую ранее прусской Восточную Фризию, а Пруссия получила взамен принадлежавший ранее Ганноверу Саксен-Лауэнбург. 7 июня 1815 года Пруссия передала Саксен-Лауэнбург Дании, чтобы компенсировать датские претензии на вошедшую в состав Пруссии бывшую Шведскую Померанию; вдобавок к этому Пруссия выплатила Дании 2,6 миллионов талеров. Герцогство Саксен-Лауэнбург стало управляться датскими королями в рамках личной унии.
В 1864 году Пруссия оккупировала герцогство в ходе датско-прусской войны. В 1865 году собрание сословий Саксен-Лауэнбурга предложило прусскому королю Вильгельму I принять титул герцога Саксен-Лауэнбургского. Он согласился, и стал править герцогством в рамках личной унии. Вильгельм назначил министра-президента Пруссии Отто фон Бисмарка министром Саксен-Лауэнбурга. В 1867 году герцогство вошло в Северогерманский союз.

## Интеграция с Германией
В 1871 году герцогство Саксен-Лауэнбург стало одной из составных частей объединённой Германии. В 1876 году правительство герцогства и собрание сословий приняли решение о расформировании герцогства, что и было произведено 1 июля 1876 года. Его территория вошла в состав провинции Шлезвиг-Гольштейн в качестве района «Герцогство Лауэнбург».

## Территории, принадлежавшие ранее герцогству, но не входящие в современный район «Герцогство Лауэнбург»
Помимо территории современного района «Герцогство Лауэнбург», в состав герцогства ранее входили и другие земли, в основном расположенные к югу от реки Эльба:
- Полоса земли вдоль южного берега Эльбы от Маршахта до Амт-Нойхаус, соединявшая центр герцогства с его юго-восточной частью. В 1814 году она была передана королевству Ганновер, и теперь является частью района Харбург.
- Сам Амт-Нойхаус с территориями по обоим берегам Эльбы. Был передан королевству Ганновер в 1814 году, и теперь является частью района Люнебург.
- Эксклав Хадельн, расположенный в устье Эльбы. В 1689 году был выделен из Саксен-Лауэнбурга и управлялся как отдельная территория под опекой Империи. В 1731 году был присоединён к Бремен-Фердену, в настоящее время является частью района Куксхафен.
- Некоторые из бывших территорий герцогства, расположенных к северу от Эльбы, ныне не входят в район «Герцогство Лауэнбург», так как в ноябре 1945 года в соответствии с соглашением между Барбером и Лященко они вошли в состав советской зоны оккупации Германии.

## Герцоги Саксен-Лауэнбургские

### Аскании(1260—1689)
В состав герцогов включают Бернхарда и его сына Альбрехта, которые правили герцогством Саксония до его раздела на Саксен-Лауэнбург и Саксен-Виттенберг.
- 1260—1272 — Альбрехт II, правил вместе со старшим братом Иоганном I (разные источники дают разные даты окончания совместного правления)
- 1260—1282 — Иоганн I, правил вместе с младшим братом Альбрехтом II, затем оставил своё владение малолетним сыновьям и удалился во францсиканский монастырь в Виттенберге
- 1282—1296 — Альбрехт II, после отречения старшего брата правил как хранитель, а после его смерти (1295) — как защитник герцогства для трёх племянников
- 1296—1305 — Иоганн II, правил совместно с братьями Альбрехтом III и Эрихом I
- 1296—1305 — Альбрехт III, правил совместно с братьями Иоанном II и Эрихом I
- 1296—1305 — Эрих I, правил совместно с братьями Альбрехтом III и Иоганном II

В 1305 году братья разделили герцогство между собой, образовав линии Бергедорф-Мёлин и Ратцебург-Лауэнбург.

#### Бергедорф-Мёлин
- 1305—1322 — Иоганн II, единоличное правление
- 1322—1343 — Альбрехт IV, сын предыдущего
- 1343—1356 — Иоганн III, сын предыдущего
- 1356—1370 — Альбрехт V, брат предыдущего
- 1370—1401 — Эрих III, брат предыдущего

В 1401 году старшая ветвь угасла, и Лауэнбург объединился под линией Ратцебург-Лауэнбург

#### Ратцебург-Лауэнбург
- 1305—1308 — Альбрехт III, правил совместно с братом Эрихом I
- 1305—1338 — Эрих I, правил совместно с братом Альбрехтом III до его смерти в 1308, отрёкся в 1338
- 1338—1368 — Эрих II, сын предыдущего
- 1368—1412 — Эрих IV, сын предыдущего, с 1401 года правил совместно с Эрихом V и Бернхардом II

В 1401 году младшая ветвь унаследовала Лауэнбург и владения старшей ветви.
- 1401—1436 — Эрих V, сын предыдущего, до 1412 года правил совместно с отцом, до 1414 года — совместно с братом Иоганном IV, с 1426 года — совместно с младшим братом Бернхардом II
- 1401—1414 — Иоганн IV, брат предыдущего, правил совместно с братом Эрихом V, до 1412 года — совместно с отцом
- 1426—1463 — Бернхард II, брат предыдущего, с 1426 года правил совместно с братом Эрихом V
- 1463—1507 — Иоганн V, сын предыдущего
- 1507—1543 — Магнус I, сын предыдущего
- 1543—1571 — Франц I, сын предыдущего, отрёкся в пользу сына Магнуса II
- 1571—1574 — Магнус II, сын предыдущего
- 1574—1581 — Франц I, вернулся на престол сместив сына Магнуса II
- 1581—1588 — Магнус II, сын предыдущего, правил совместно с братьями Морицем и Францем II, отрёкся в 1588 году
- 1581—1612 — Мориц, правил совместно с братьями Магнусом II (до 1588 года) и Францем II
- 1581—1619 — Франц II, правил совместно с братьями Магнусом II (до 1588 года) и Морицем (до 1612)
- 1619—1656 — Август, сын предыдущего
- 1656—1665 — Юлий Генрих, брат предыдущего
- 1665—1666 — Франц Эрдман, сын предыдущего
- 1666—1689 — Юлий Франц, брат предыдущего

### Вельфы(1689—1803)
В течение 113 лет герцогством правили представители дома Вельфов, однако лишь в 1728 году Карл VI даровал им Саксен-Лауэнберг в лён, узаконив захват, совершённый в конце XVII века.

#### Брауншвейг и Люнебург-Целле (1689—1705)
- 1689—1705 — Георг Вильгельм Брауншвейг-Люнебургский

#### Ганноверская династия(1705—1803)
- 1705—1727 — Георг Людвиг, король Великобритании Георг I
- 1727—1760 — Георг Август, король Великобритании Георг II
- 1760—1814 — Георг Вильгельм Фридрих, король Великобритании Георг III, де-факто смещённый в 1803-05 и 1805-14, однако он сохранял титул герцога и не признавал никаких актов Наполеона по этому вопросу. Лишь на Венском конгрессе при полном согласии сторон было решено передать титул его племяннику.

### Ольденбургская династия(1814—1864)
В течение 50 лет герцогство Саксен-Лауэнбург, будучи членом Германского союза, находилось в личной унии с королевством Дания

#### Основная линия (1814—1863)
- 1814—1839 — Фредерик I, король Дании Фредерик VI
- 1839—1848 — Кристиан I, король Дании Кристиан VIII
- 1848—1863 — Фредерик II, король Дании Фредерик VII

#### Глюксбурги(1863—64)
- 1863—1864 — Кристиан II, король Дании Кристиан IX

### Гогенцоллерны(1865—76)
В течение 12 лет герцогство Саксен-Лауэнбург находилось в личной унии с Пруссией, было членом Северогерманского союза, входило в состав Германской империи.
- 1864—1876 — Вильгельм, король Пруссии, президент Северогерманского союза, император Германии